# Малинин, Михаил Сергеевич
Михаи́л Серге́евич Мали́нин (16 (28) декабря 1899, Полутино, Галичский уезд, Костромская губерния, Российская империя — 24 января 1960, Москва, СССР) — советский военачальник, генерал армии. Герой Советского Союза (1945). Член ЦРК КПСС (1956—1960).

## Биография
Михаил Сергеевич Малинин родился в селе Полутино Галичского уезда Костромской губернии, (ныне в составе Антроповского района Костромской области) в семье крестьян Сергея Геннадьевича (1866—1951) и Зиновии Евгеньевны (урождённой Ефимовой; 1864—1915). В 1912 году окончил начальную сельскую школу и стал работать плотником в родном селе. Уже после Октябрьской революции, в 1919 году, окончил 7 классов школы для взрослых.

## Военная служба

### Гражданская война
С 1919 года служил в рядах Красной Армии. Служил красноармейцем в 6-м запасном стрелковом полку в Костромской губернии, неоднократно участвовал в боевых операциях по подавлению контрреволюционных мятежей и крестьянских выступлений на территории губернии в годы Гражданской войны.
В 1921 году вступил в ряды РКП(б).

### Межвоенный период
В 1922 году закончил 2-ю Московскую пехотную школу, а в 1923 году — курсы среднего комсостава.
С 1922 по 1928 годы служил в 42-м стрелковом полку 14-й стрелковой дивизии Московского военного округа на должностях командира взвода, помощника командира роты, начальника полковой школы и командира батальона. Этот полк дислоцировался в городе Ковров.
По окончании Военной академии РККА имени М. В. Фрунзе в 1931 году был направлен в Уральский военный округ, где был назначен на должность начальника штаба 133-го стрелкового полка, в мае 1932 года — на должность начальника 1-го отделения штаба 45-й стрелковой дивизии.
В 1933 году окончил академические курсы при Военной академии моторизации и механизации РККА имени И. В. Сталина и до 1937 года служил в Забайкальском военном округе. Назначен начальником отдела штаба механизированного корпуса, а в октябре 1933 года — на должность начальника штаба 20-й мотомехбригады, а затем — на должность начальника отдела штаба округа.
С сентября 1936 года командовал 32-й механизированной бригадой того же округа.
В декабре 1937 года был переведён на должность преподавателя тактики Ленинградских бронетанковых курсов усовершенствования командного состава. С ноября 1938 года работал старшим преподавателем, с апреля 1940 года — начальником тактического цикла курсов.
С декабря 1939 по март 1940 года был откомандирован с курсов на фронт Советско-финской войны, где воевал в должности начальника оперативного отдела штаба 9-й армии, а затем — заместителя начальника штаба 9-й армии по тылу.
В апреле 1940 года был назначен на должность начальника штаба 7-го механизированного корпуса (Московский военный округ).

### Великая Отечественная война
В первые дни Великой Отечественной войны корпус был переброшен на Западный фронт, где участвовал в тяжёлых боях в районе Орша — Могилёв и контрударе под Лепелем. К середине июля корпус понёс большие потери и был окружён. Полковник М. С. Малинин со штабом корпуса и значительной частью личного состава вышел из окружения в районе Смоленска. После выхода из окружения был назначен на должность начальника штаба Ярцевской группы войск Западного фронта (командующий группой — генерал-майор К. К. Рокоссовский), которая в ходе Смоленского сражения сыграла значительную роль в остановке наступления противника восточнее Смоленска. Летом 1941 года попал под бомбёжку, получил сильные ранения осколками бомбы в затылок и в шею, но от отправки в госпиталь отказался.
С этого момента и до осени 1944 года М. С. Малинин постоянно являлся начальником штабов воинских объединений, которыми командовал К. К. Рокоссовский. Сами К. К. Рокоссовский и М. С. Малинин стали верными боевыми соратниками и близкими друзьями. Переживший М. С. Малинина Маршал Советского Союза К. К. Рокоссовский в своей книге мемуаров посвятил ему много добрых слов. Впрочем, и другие советские полководцы неизменно положительно отзывались о М. С. Малинине.
19 августа 1941 года М. С. Малинин был назначен на должность начальника штаба 16-й армии Западного фронта. На этом посту он прошёл через завершающий этап Смоленского сражения, гибель значительной части армии в Вяземской катастрофе и её воссоздание в октябре 1941 года, оборонительные сражения Московской битвы на кратчайшем пути врага к Москве — Волоколамском направлении. Успешно действовали войска армии и на наступательном этапе Московской битвы.
16 июля 1942 года после назначения К. К. Рокоссовского на должность командующего войсками Брянского фронта генерал-майор М. С. Малинин был назначен на должность начальника штаба этого фронта. В это время Брянский фронт проводил ряд частных операций с целью отвлечения резервов врага от ставшего основным в 1942 году Юго-западного направления. 30 сентября 1942 года одновременно с назначением К. К. Рокоссовского на должность командующего Донским фронтом, М. С. Малинин был назначен начальником его штаба. Успешно руководил штабом фронта в оборонительных и наступательных боях севернее Сталинграда, в окружении и уничтожении войск Фридриха Паулюса в ходе Сталинградской битвы.
Генерал Надысев Г. С.:
«С прибытием нового командования фронта и командующего артиллерией наш штаб почти через полтора года после начала войны получил нормальные условия для работы. Если раньше его размещали где-либо на „задворках“, на большом удалении от основных управлений и отделов штаба фронта и от узла связи, то теперь положение резко изменилось. 30 октября штаб фронта переехал на командный пункт в Солодчу. Здесь штаб артиллерии был размещен в условиях, о которых мы прежде только мечтали: рядом находились Военный совет, узел связи и управления штаба фронта. В создании хороших условий для работы артиллеристов прежде всего, конечно, заслуга командующего фронтом генерала Константина Константиновича Рокоссовского. Для него содружество начальников всех родов войск, авиации, всего полевого управления фронта являлось определяющим условием успешных действий войск. Он прекрасно понимал растущее могущество и роль артиллерии, которая в руках организованного, знающего дело штаба артиллерии является решающей огневой силой в наступательных операциях и оборонительных сражениях. Хорошо понимал это и начальник штаба фронта М. С. Малинин, у которого, как и у Военного совета, большим авторитетом пользовался В. И. Казаков. Генерал Малинин дал строжайшие указания начальникам соответствующих отделов и коменданту штаба о создании необходимых условий для нормальной жизни и работы штаба артиллерии. С этого времени, начиная с Солодчи, наш штаб занял достойное место в большой и сложной системе полевого управления фронта. Михаил Сергеевич Малинин был замечательным начальником штаба фронта. Под его руководством все отделы управлений, зависящие друг от друга, работали слаженно и дружно, четко взаимодействуя как между собой, так и со штабами других родов войск и тылом. Сам генерал Малинин трудился очень много и этого же требовал от других. С начальником штаба фронта у меня установился деловой контакт, я получил право свободного входа к нему по служебным делам. В отсутствие командующего артиллерией часто приходилось бывать у командующего войсками и члена Военного совета фронта — оба радушно встречали меня, внимательно выслушивали доклады».
После победы под Сталинградом войска фронта были переброшены в район Курска, а сам фронт был переименован в Центральный. Во главе штаба фронта провёл зимнюю наступательную операцию в районе Севска, оборонительное и наступательные сражения на северном фасе Курской битвы, Орловскую и Черниговско-Припятскую наступательные операции. После переименования в октябре 1943 года Центрального фронта в Белорусский фронт и в феврале 1944 года Белорусского фронта в 1-й Белорусский фронт оставался начальником их штабов. Зимой 1943—1944 годов фронт последовательно провёл Гомельско-Речицкую, Калинковичско-Мозырскую и Рогачёвско-Жлобинскую наступательные операции. Особенно отличился фронт в ходе Белорусской операции летом 1944 года.
Осенью 1944 года К. К. Рокоссовский был назначен на должность командующего 2-м Белорусским фронтом и впервые за войну расстался с своим штабом. Сражаясь под командованием Г. К. Жукова, М. С. Малинин отличился в Висло-Одерской и Берлинской наступательных операциях.
Указом Президиума Верховного Совета СССР от 29 мая 1945 года за умелое управление войсками фронтов и проявленные при этом личное мужество и героизм генерал-полковнику Михаилу Сергеевичу Малинину было присвоено звание Героя Советского Союза с вручением ордена Ленина и медали «Золотая Звезда».

### Послевоенное время
В июле 1945 года был назначен на должность начальника штаба Группы советских оккупационных войск в Германии, 12 ноября 1948 года — на должность начальника Главного штаба — заместителя Главнокомандующего Сухопутными войсками СССР. С марта 1950 года — первый заместитель, а с 1951 года — Главный инспектор Советской Армии. С 29 июня 1953 года до последних дней жизни — первый заместитель начальника Генерального штаба Вооружённых Сил СССР.
В ходе Венгерского восстания 1956 года находился в Венгрии, где принимал участие в разработке и осуществлении планов действий советских войск. За эту операцию был награждён орденом Кутузова 1-й степени.
В 1952—1956 годах являлся кандидатом в члены ЦК КПСС. В 1956—1960 годах — член Центральной ревизионной комиссии КПСС. Депутат Верховного Совета СССР 3-4 созывов (с 1950).
Михаил Сергеевич Малинин скончался 24 января 1960 года в Москве. Похоронен на Новодевичьем кладбище.

## Семья
Первая жена считалась погибшей, на самом деле она попала в плен на оккупированной территории и до 1944 года не могла дать о себе знать. Дочь — Елена.
Вторая жена — Надежда Григорьевна Грекова, Председатель Верховного Совета БССР. Старшая дочь — Лилия, сын — Михаил, дочь — Валентина.

## Награды
- Медаль «Золотая Звезда» (29.05.1945);
- четыре ордена Ленина (2.01.1942, 21.02.1945, 29.05.1945, 26.12.1959);
- три ордена Красного Знамени (17.08.1943, 3.11.1944, 15.11.1950);
- два ордена Суворова 1-й степени (29.07.1944, 6.04.1945);
- два ордена Кутузова 1-й степени (28.01.1943, 18.12.1956);
- орден Суворова 2-й степени (2.10.1943);
- орден Красной Звезды (21.05.1940);
- медали.

Иностранные награды:
- Почётный Рыцарь-Командор военного ордена Британской империи (Великобритания, 1945)[5];
- Орден «За выдающиеся заслуги» (Великобритания, 1945)
- Серебряный крест ордена «Virtuti militari» (Польша);
- орден «Крест Грюнвальда» 2-го класса (Польша);
- Медаль «За Варшаву 1939—1945» (Польша);
- Медаль «За Одру, Нису и Балтику» (Польша).

## Воинские звания
- Полковник (29.11.1935).
- Генерал-майор (7.10.1941).
- Генерал-лейтенант (20.12.1942).
- Генерал-полковник (18.09.1943).
- Генерал армии (3.08.1953).

## Память
- Улица Малинина в Минске и в посёлке Антропово Костромской области[6].

## В мемуарах
Начальника штаба Центрального фронта М. С. Малинина я знал со времён битвы под Москвой; тогда он являлся начальником штаба 16-й армии. Это был всесторонне подготовленный командир, штабной работник высокого класса. Он отлично выполнял возложенные обязанности.
— Четырежды Герой Советского Союза Маршал Советского Союза Жуков Г. К. Воспоминания и размышления. Том 2. 3-е издание. — М.: Издательство Агентства печати Новости, 1978. С. 147.

## Воплощение к кинематографе
В киноэпопее «Освобождение» роль М. С. Малинина исполнил Григорий Михайлов.